# Brita Neuberg
Brita Margareta Neuberg-Thorell, född 15 februari 1918 i Göteborgs domkyrkoförsamling, Göteborg, död 24 april 2004 i Martin Luthers församling, Halmstad, var en svensk textilkonstnär och målare.
Hon var dotter till byggmästaren Axel Johansson och hans hustru Edla Maria och från 1954 gift med kaptenen Tage Thorell. Hon studerade vid Slöjdföreningens skola i Göteborg och vid Edward Berggrens målarskola i Stockholm samt under aftonkurser vid Valands målarskola i Göteborg. Hon debuterade med en separat akvarellutställning i Malmö 1945. Hon var huvudsakligen verksam med mönstergivning av textiler och var under en period konstnärlig ledare för Svenska vaxduks AB i Smålands Anneberg. Hennes konst består av akvareller, pasteller och oljemålningar.